# Grand blizzard de 1899
Le grand blizzard de 1899 (anglais : Great Blizzard of 1899), est une tempête de neige exceptionnellement violente sur la côte est des États-Unis et du Canada entre le 10 et le 14 février 1899 causée par une vague de froid qui a touché la majeure partie des États-Unis à l'est des montagnes Rocheuses.

## Évolution météorologique

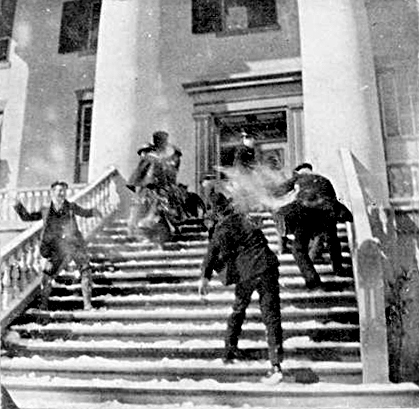
Bataille de boules de neige sur les marches du Capitole de l'État de Floride à Tallahassee en février 1899.

Au début de février 1899, une série d'anticyclones se sont formées sur les prairies canadiennes avec la descente d'air arctique. Le 11 février, la ville de Swift Current, dans l'actuelle Saskatchewan, enregistre une pression barométrique record de 1 064 hPa. L'air arctique sous ce vortex polaire plonge alors dans les Grandes Plaines américaines. L'air froid envahi ensuite la plus grande partie du continent et un record historique de −26 °C est même observé à Washington le 11 février.
Le 12 février, des averses de neige ont été signalées dans des régions aussi au sud que la Nouvelle-Orléans, en Louisiane, et Tampa en Floride. Une tempête se forme sur le golfe du Mexique grâce au contraste de température entre le dôme arctique et les eaux chaudes. Elle traverse la péninsule de Floride et s'intensifie en remontant rapidement la côte est pour former une tempête du Cap Hatteras qui longe la côte des États-Unis et les provinces atlantiques du Canada. Elle atteint une pression centrale minimale de 966 hPa le 13 février et donne des conditions de blizzard tout au long de son passage : neige abondante, vents violents et poudrerie généralisée.
Le 14 février, la Nouvelle-Orléans est tombée à −14,4 °C, un record absolu. Le 19 février, les glaces formées sur le fleuve Mississippi sous l'air glacial descendaient vers le golfe du Mexique.

### Quantités de neige
Du 11 et le 14 février, de 50 à 75 cm de neige ont été enregistrées du centre de la Virginie à l'ouest du Connecticut. High Point (Caroline du Nord) a enregistré de 25 à 30 cm de neige et Washington, DC a signalé une chute de neige de 52 cm en une seule journée, un record pour l'époque. À Cape May au New Jersey, il a été enregistré près d'un mètre de neige dans cette ville balnéaire populaire. Les congères étaient plus hautes que les chevaux et les voitures qui tentaient de naviguer dans les rues, provoquant l'arrêt de pratiquement tous les transports dans la région.
Plus au sud, des accumulations ont été signalée aussi loin au sud que Fort Myers, en Floride et jusqu'à 7,5 cm de neige se sont accumulés dans le panhandle de Floride.

## Conséquences
On estime que plus de 100 personnes sont mortes, surtout dans le dôme glacial à l'ouest de la tempête. À Brooklyn, Mary Goodwin, 31 ans, est morte de froid, et à The Dalles, dans l'Oregon, une femme à peine vêtue et non identifiée a été retrouvée morte de froid dans un couloir, alors qu'elle tentait de trouver de la chaleur. On pense que les facteurs Palmer et Hawkins de New York se sont noyés en tentant de distribuer le courrier. On pense que leur bateau, renversé par les vents violents, a été brisé par la glace flottante.
Les récoltes sont gâchées et les vergers complètement détruits en Géorgie. La majorité du blé de Walla Walla, dans l'État de Washington, est détruite par le gel, Eureka Flat subissant les dommages les plus importants.
La circulation est complètement interrompue dans toutes les régions du pays. Les barges circulant sur le Mississippi, entièrement gelé à certains endroits, et sur les Grands Lacs, sont complètement à l'arrêt. La circulation sur toutes les voies ferrées est retardée ou paralysée pour une durée indéterminée, tandis que les navires à vapeur et les paquebots sont également retardés.